# 72 Seasons (singolo)
72 Seasons è un singolo del gruppo musicale statunitense Metallica, pubblicato il 30 marzo 2023 come quarto estratto dall'album omonimo.

## Promozione
Nel giorni antecedenti all'uscita del singolo, il gruppo ha diffuso un'anteprima di trenta secondi attraverso i social network.

## Video musicale
Il video, diretto da Tim Saccenti e girato a Los Angeles il 12 febbraio 2023, è stato reso disponibile in concomitanza con il lancio del singolo attraverso il canale YouTube del gruppo.

## Tracce
Testi e musiche di James Hetfield, Lars Ulrich e Kirk Hammett, eccetto dove indicato.
1. 72 Seasons – 7:39

Tracce bonus nell'edizione di Spotify
1. If Darkness Had a Son – 6:37
2. Screaming Suicide – 5:30 (James Hetfield, Lars Ulrich, Robert Trujillo)
3. Lux æterna – 3:25 (James Hetfield, Lars Ulrich)

## Formazione
Hanno partecipato alle registrazioni, secondo le note di copertina di 72 Seasons:
Gruppo
- James Hetfield – chitarra, voce
- Lars Ulrich – batteria
- Kirk Hammett – chitarra
- Robert Trujillo – basso

Produzione
- Greg Fidelman – produzione, missaggio
- James Hetfield – produzione
- Lars Ulrich – produzione
- Jim Monti – ingegneria del suono
- Sara Lyn Killion – ingegneria del suono
- Jason Gossman – ingegneria del suono aggiuntiva, montaggio
- Dan Monti – montaggio
- Kent Matcke – assistenza all'ingegneria
- Bob Ludwig – mastering

## Classifiche
| Classifica (2023)                | Posizione massima |
| -------------------------------- | ----------------- |
| Canada (rock)                    | 31                |
| Stati Uniti (hard rock)          | 8                 |
| Stati Uniti (mainstream rock)    | 5                 |
| Stati Uniti (rock & alternative) | 32                |

|}